# のぞみ橋 (木曽川)
のぞみ橋（のぞみばし）は、岐阜県可児郡御嵩町と同県加茂郡八百津町との間の木曽川に架かる橋である。
新丸山ダムの建設工事車両用の橋として、小和沢橋に隣接して開設された。完成当初は工事関係者以外の人・車両の通行は禁止されていたが、現在は歩行者専用となった小和沢橋に代わって車両はのぞみ橋を通行することとなっている。

## 概要
新丸山ダムの建設工事で、従来ある小和沢橋は吊橋であり、重量制限6.0tのため大型の建設工事車両は通行不可能となってしまう。そこで、小和沢橋に隣接し建設工事車両用の橋を架けることとなる。
構造は「端部分離型上路式PC吊床版橋」といい、吊橋の吊床版橋の一種である。
新丸山ダム建設工事車両用の仮設の橋であり、新丸山ダムの工事終了後は撤去される予定である。このため、当初より解体性やリサイクル性も考慮されて設計、建設されている。
平成15年度の土木学会田中賞（作品部門）を受賞。

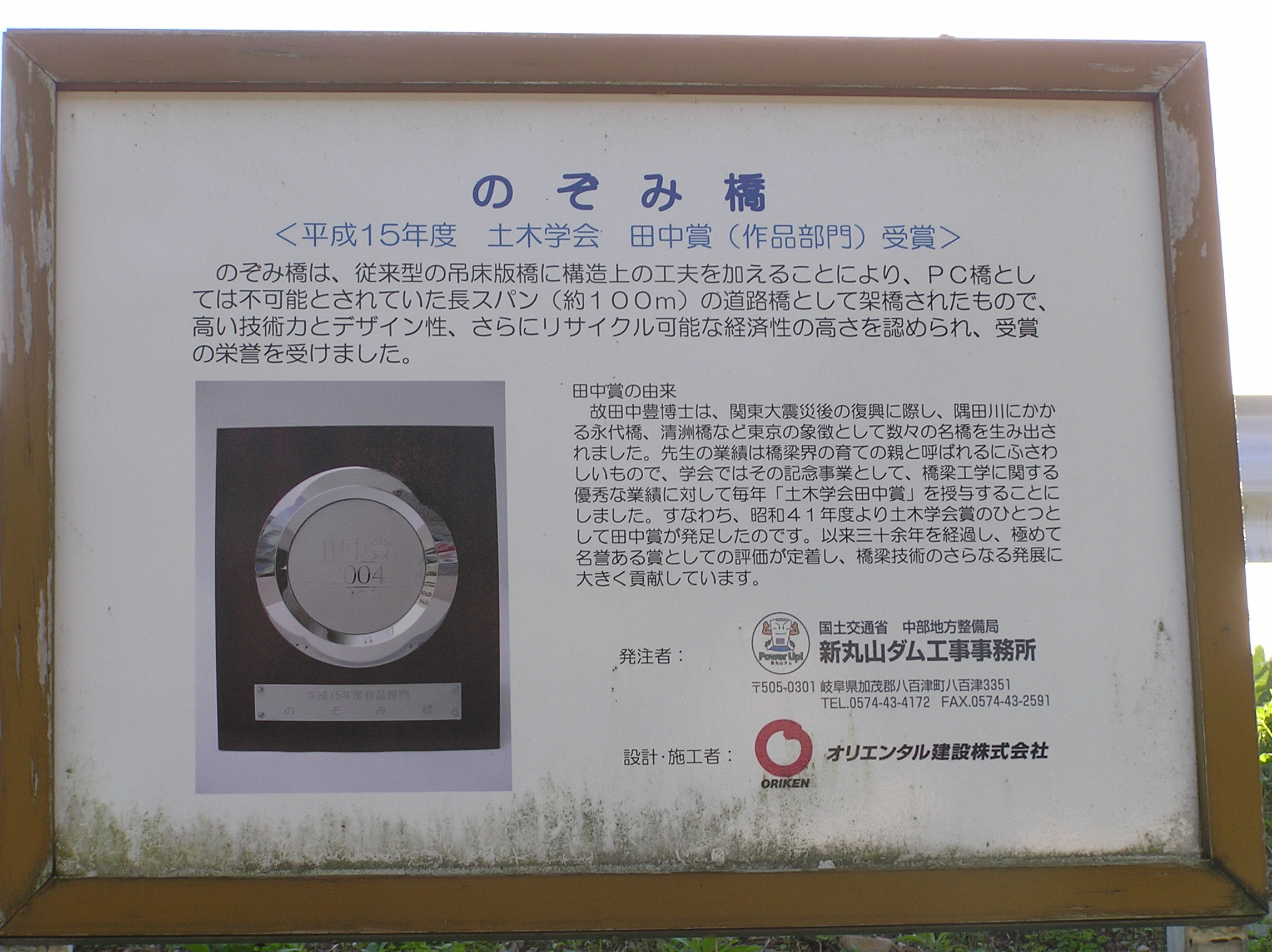
田中賞（作品部門）受賞を知らせる掲示

当初の名称は「第二小和沢橋」「新小和沢橋」が予定されていたが、ダム完成後の木曽川下流域の安全を望むという願いと、ダム工事が速く進捗するように東海道・山陽新幹線ののぞみをイメージして、「のぞみ橋」と名づけられた。
- 供用： 2003年（平成15年）11月16日
- 延長： 91.6m[1]
- 有効幅員：4.0m[1]
- 構造： 端部分離型上路式PC吊床版橋
- 区間： 岐阜県可児郡御嵩町小和沢〜岐阜県加茂郡八百津町八百津